# Infierno, canto sexto

El "canto sexto" del Infierno en "La Divina Comedia'' de Dante Alighieri se sitúa en el tercer círculo, donde son castigados los golosos. Estamos en la noche entre el 8 de abril y el 9 de abril del 1300 Sábado Santo o según otros comentadores entre el 25 de marzo y el 26 de marzo del 1300. En este canto se encara un tema político, como cada sexto canto de la Divina Comedia.

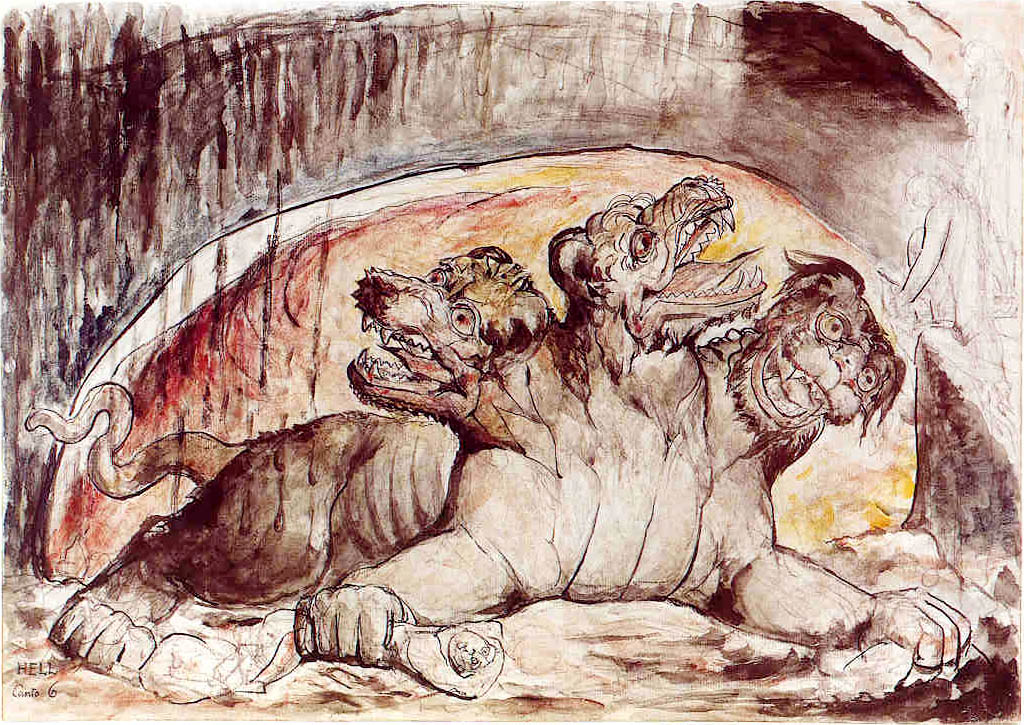
Cerbero, imaginado por William Blake.

## Incipit
Canto sesto, nel quale mostra del terzo cerchio de l'inferno e tratta del punimento del vizio de la gola, e massimamente in persona d'un fiorentino chiamato Ciacco; in confusione di tutt'i buffoni tratta del dimonio Cerbero e narra in forma di predicere più cose a divenire a la città di Fiorenza.

## Análisis del canto

### Los golosos, Cerbero - versos 1-33

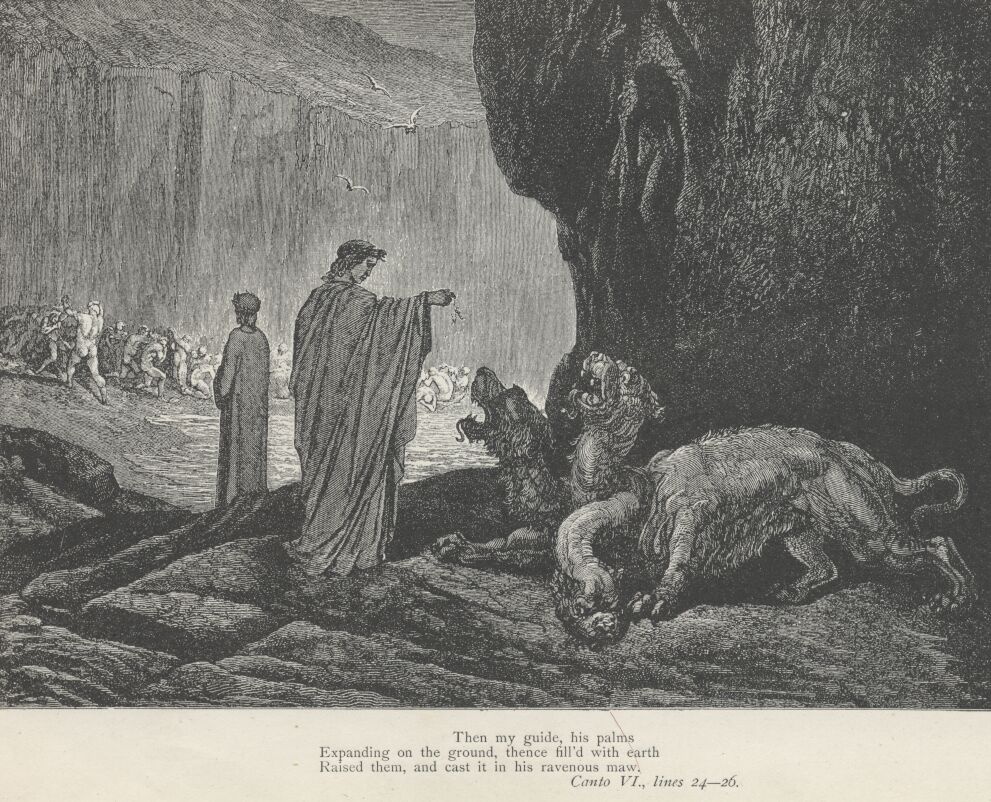
Cerbero, ilustración de Gustave Doré.

El canto inicia con Dante que se levanta después del desmayo luego de haber hablado con Paolo y Francesca. Y mientras sigue triste y siente piedad por ellos ve nuevos condenados y nuevas penas. 
El tercer círculo donde él se encuentra es el de "eterna, maldita, fría y grave" lluvia que cae siempre con la misma intensidad. Está compuesta con grueso granizo de agua negra y nieve y se derrama en el aire tenebrosa: la tierra al recibir esta lluvia se vuelve fangosa.
Aquí se encuentra Cerbero fiera cruel y aviesa, que ladra con las tres cabezas sobre la gente sumergida en el fango.
También Cerbero es un personaje del Averno de Virgilio (Eneida, libro VI, v-417) y la descripción de Dante se basa en la de su maestro. Pero aquí la bestia es más monstruosa, ya que es una descripción entre humana y bestial y por el hecho de que Cerbero traga el fango tirado por Virgilio, no una focaccia embebida de somnífero como sucedía en el viaje de Eneas. Viene descrito con los ojos rojos, la barba grasienta y negra, la panza inflada y las manos con uñas (no "piernas y garras") con las cuales araña los condenados y los lastima. Además con sus gritos los hace enloquecer de tal forma que quisieran ser sordos (vv 32-33). En la mitología Cerbero es símbolo de codicia (por eso lo encontramos en este canto) y también de discordia, por las luchas entre las tres cabezas: no es casualidad que en el canto se hable de las discordias florentinas.
Cuando Cerbero ve a Dante y Virgilio abre la boca y muestra sus colmillos, sin tener calmo ningún músculo. Entonces Virgilio relaja las manos y tira en sus rugientes fauces dos puños de tierra, que la bestia se apresura a comer, como aquellos perros que deseosos de la comida ladran y después se callan apenas la obtienen.

### Ciacco - vv. 34-93

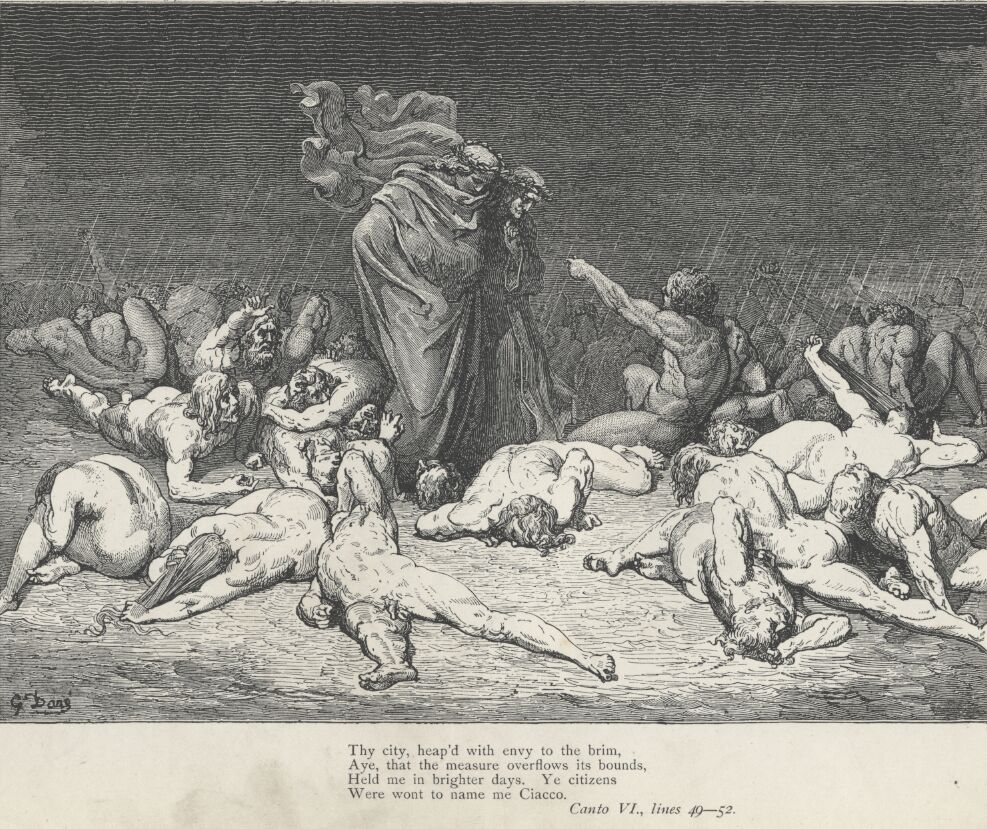
Gustave Doré, "El tercer círculo".

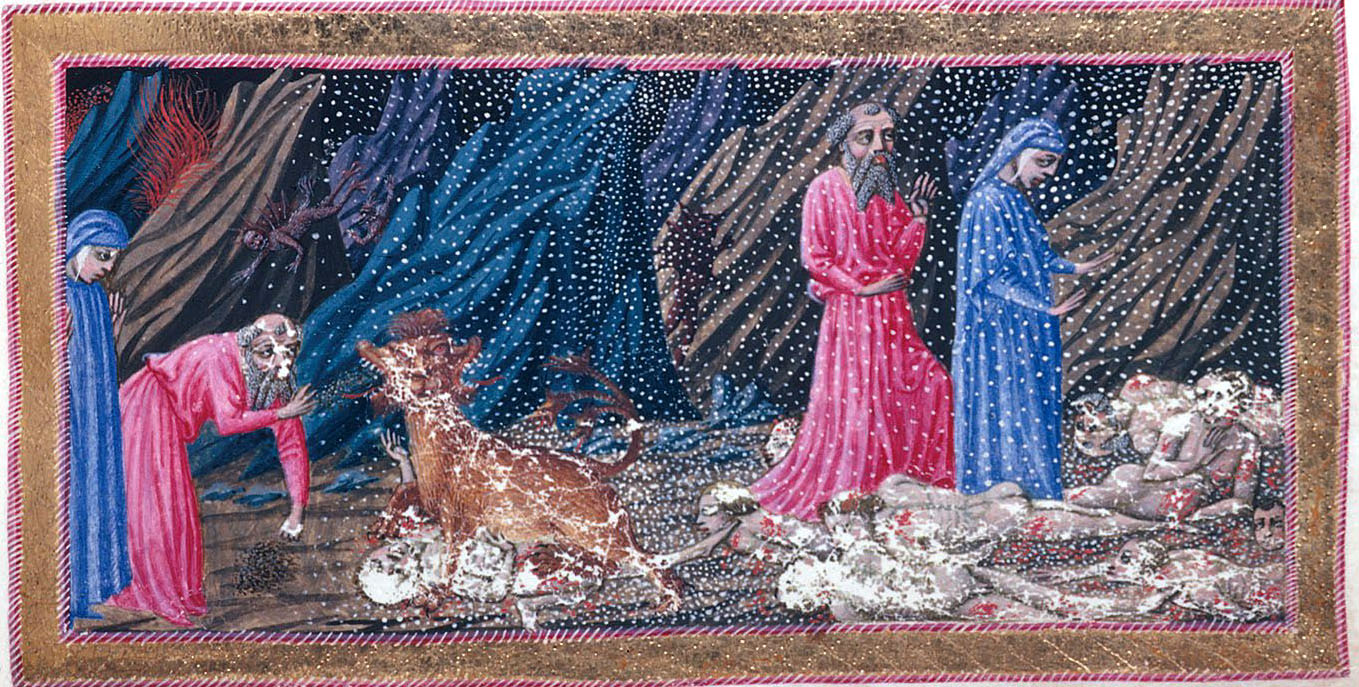
El tercer círculo, ilustración del manuscrito de la Biblioteca Británica, Priamo della Quercia.

Mientras Dante y Virgilio atraviesan la masa de fango y almas abatidas por la lluvia pisándolas (este es uno de los pocos casos en el Infierno en donde las almas son sombras sin cuerpo, una condición teóricamente genérica pero que Dante en el Infierno seguidamente no considera, mientras que será frecuente en el Purgatorio) una se levanta apenas ellos le pasan delante.
Ésta se levanta desafiando a Dante a reconocerlo porque el poeta estaba vivo cuando murió, pero Dante no lo reconoce por el estado de angustia del condenado. Entonces Dante le pide quién es o qué hace bajo esta pena, que si existen también mayores, ninguna es así de desagradable, sea para el que le sufre como para quien la ve.
Entonces Ciacco se presenta con su nombre (¿o sobrenombre? no se sabe porque es un personaje que no fue identificado: se piensa que el nombre Ciacco, que significa "puerco" esté relacionado con el modo y la cantidad de comida que comía, o que es un diminutivo florentino de Jacobo), originario de la misma ciudad de Dante (Florencia), que está llena de envidia que ya revienta el saco,, está condenado por el pecado de gula, por el cual está golpeado por una incesante lluvia. Pero no está solo, porque todas las almas de ahí están por la misma razón. No diré ya más nada: el tono de este encuentro es distinto del anterior con Paolo y Francesca y está caracterizado por la grotesca figura de Ciacco en algunos momentos cómica (se piense a la elección del lenguaje de Dante más bien popular, con rimas dobles consonantes poco líricas como -acco, -aggia e -anno) y otros momentos inquietantes, como las bruscas interrupciones del discurso.
Empujado por su intuición el poeta pide una profecía sobre el destino de Florencia (en realidad Dante no sabía hasta qué punto las almas, también las del Infierno, pudiesen profetizar el futuro) y, después de una captatio benevolentiae sobre la pietas, pregunta tres cosas al condenado: 
1. ¿A qué llegaron (han de parar) los ciudadanos de la ciudad dividida de Florencia?
2. ¿Hay alguien justo?
3. ¿Por qué está invadida por tanta discordia?

Entonces Ciaccio responde con precisión a las tres preguntas y en el orden en el cual fueron preguntadas:
1. La primera respuesta es la célebre profecía sobre Florencia, la primera de la Comedia que trata sobre las peleas entre guelfos blancos y negros entre el 1300 y el 1302: después de muchas luchas ellas vendrán a la sangre y la parte salvaje (es decir los blancos) derrotará a la otra duramente. Después será esta otra parte a caer dentro de tres años y ascenderá la otra facción, gracias a la fuerza de alguien que ahora está indeciso (es Bonifacio VIII que en el 1300 es todavía neutral). Esta facción tendrá soberbiamente la frente en alto por mucho tiempo, manteniendo a la otra bajo un grave peso por más que llore y se indigne.
2. Solo hay dos justos y nadie los escucha: quizás más que a dos figuras reales se tiene que pensar al eco bíblico del episodio del Génesis donde Abraham tratando de salvar una ciudad destruida por la corrupción hace un pacto con Dios, buscando al menos cincuenta hombres "justos". Al final, si bien baje el número a diez, él no logra encontrar a nadie salvo a Lot y sus hijas.
3. soberbia, envidia y avaricia son las tres llamas que han encendido los corazones (acusación que Dante hará repetir a Brunetto Latini, en Inf. XV)

El hecho de que Ciacco no hable a Dante de su exilio hizo pensar a algunos (en particular a Boccaccio) que estos primeros cantos del Infierno fueron escritos alrededor del 1301, es decir antes que el poeta fuese condenado al exilio. En realidad estas intuiciones se basan en indicios muy débiles (el mismo Ciacco cita eventos del 1302 y dice cuan larga será la hegemonía de los Negros). Hoy se piensa que Dante quería tratar el tema político y de las profecías en forma gradual dejando para más tarde el vaticinio del exilio, pronunciada por Farinata degli Uberti en el canto X.
Después de estas palabras Ciaccio enmudece y Dante pregunta: "¿Cuál es la suerte de un grupo de ilustres florentinos de la generación pasada, «y a otros que a bien hacer se ingeniaron?» (v. 81), ¿los endulza el cielo o lo envenena el infierno?" Ellos son Farinata degli Uberti, Arrigo (no vuelve a ser nombrado en la Comedia), Mosca dei Lamberti, Tegghiaio Aldobrandi, Jacopo Rusticucci. Ciacco dice ellos están entre las almas más negras y que se encuentran en los círculos inferiores del Infierno por diversas culpas.
Aquí tiene lugar otra etapa del proceso de conversión del poeta: después de haber visto que los efectos de la poesía amorosa, a la cual adhirió en su juventud, pueden ser causa de pecado (como con Paolo y Francesca), ahora el poeta descubre que también el valor político en vida no garantiza la salvación divina.
Por último Ciacco le pide a Dante de recordarlo en el mundo de los vivos, después se interrumpe bruscamente "más no te digo y más no te respondo". Entonces tuerce grotescamente los ojos, quizás por el esfuerzo de estar sentado mientras el destino lo empuja hacia abajo, quizás porque siente de nuevo la bestialidad de la condena después de haber conocido esos pocos minutos de lucidez que le fueron concedidos para hablar con Dante. Inclina la cabeza y se hunde de nuevo en el fango, mientras Virgilio asegura que no se alzará de allí jamás hasta el Juicio Final cuando la trompeta angelical anunciará la nimica podestade, es decir Dios, enemigo de los condenados.

### Condición de los condenados después del Juicio Final - vv. 94-115

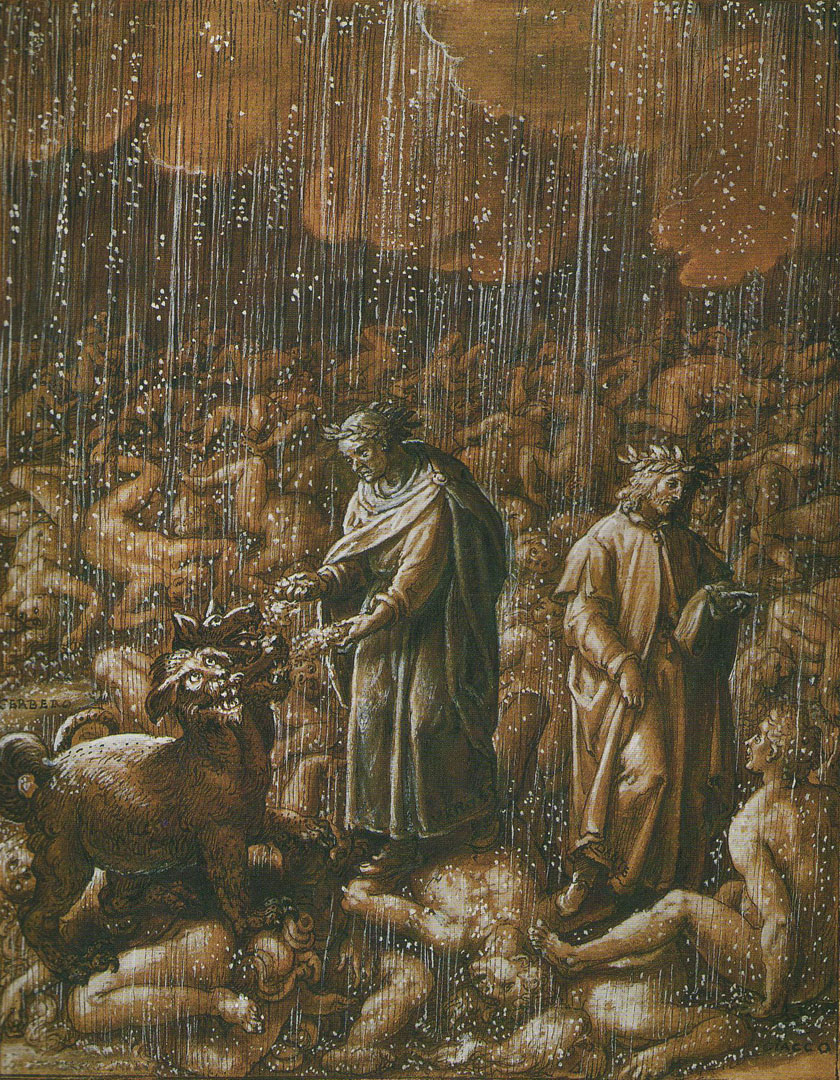
Canto 6, Giovanni Stradano, 1587.

Virgilio continua diciendo que durante el Juicio cada alma retomará el propio cuerpo y "oirá la voz que por la eternidad resuena", es decir su sentencia definitiva de condena. En tanto, mientras pasan por la "mezcla impura" de almas y fango, Dante retoma el punto inicial para preguntar si los condenados, después de la "gran sentencia" tendrán condenas mayores, menores o iguales. Virgilio responde pero no antes de invitar a Dante a volver a su ciencia, es decir a razonar sensatamente: cuando una cosa es más perfecta, porque es unión de cuerpo y alma todo sentimiento es amplificado y por eso las almas siente mayormente el bien y también el dolor. Y si bien estas malditas gentes no llegarán nunca a la perfección verdadera, a ellas les espera un mejor grado en el futuro que la actual.
Así ellos giran en ronda a través del círculo, hablando de otras cosas que Dante no dice (es la segunda vez que calla, después de la conversación con los cuatro grandes poetas en el Limbo). Arriban así al "punto donde se desciende" y aquí encuentran al guardián del siguiente círculo: Pluto, el gran enemigo.
Al interno de la Divina Comedia estos pasos constituyen una primicia: es este el primer punto en donde Dante trata una cuestión doctrinal. Toma como referencia, en este paso del canto VI del Infierno, a Aristóteles ("tu ciencia" = la ciencia que tu bien haz estudiado, la cual conoces) y la misma doctrina de Tomás de Aquino.

## El contrapaso
La pena de los golosos es un castigo de contrapaso por analogía genérica: en cuanto en vida se parecieron a bestias entonces están obligados a estar en cuclillas como animales, en su inmundicia y flagelados por la intemperie. De hecho están postrados a tierra y la lluvia los hace gritar como bestias. Ellos se chocan entre sí (arrastrándose como gusanos).
En este canto el contrapaso, además que por analogía, puede ser por paralelismo: como en vida los golosos fueron en busca de delicias culinarias, así en el infierno están obligados a estar echados en el fango bajo una lluvia pesada y maloliente.